# Sisygambis
Pour les articles homonymes, voir Sisygambis (Les 7 Portes).

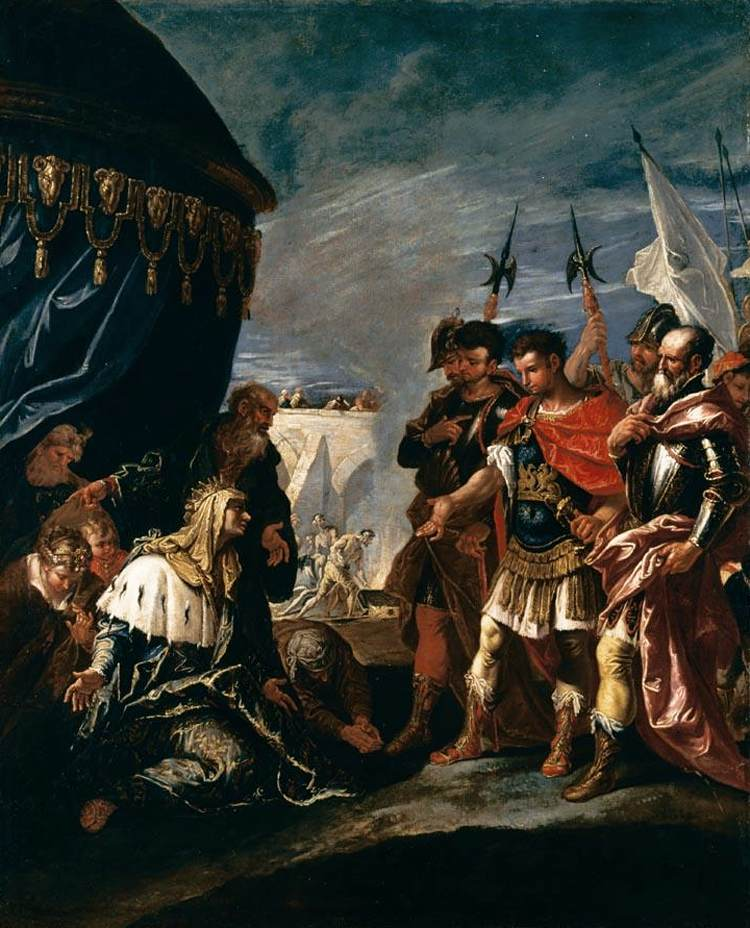
Gaspare Diziani, La Famille de Darius devant Alexandre, vers 1740.

Sisygambis est la mère de Darius III, roi perse de la dynastie des Achéménides, et peut-être aussi la mère de Stateira, qu'elle aurait mariée à son propre frère. Elle est la fille d'Ostanès, frère d'Artaxerxès II. Elle est capturée par Alexandre le Grand après la bataille d'Issos. Respectée par Alexandre, elle est traitée avec honneur et considère le conquérant comme un fils. Elle meurt de chagrin après la mort d'Alexandre en 323 av. J.-C.

## Biographie
À la suite de la bataille d'Issos en 323 av. J.-C., la famille royale achéménide est capturée par Alexandre qui se montre magnanime à son égard. C'est à ce moment que se situe la légende de la confusion entre Alexandre et son favori, Héphaistion. En effet la reine-mère aurait confondu Héphaistion, qui « l’emportait par la taille et la beauté », avec Alexandre qui aurait rétorqué : « Lui aussi est Alexandre ». Cette fable, que l'on retrouve aussi chez Quinte-Curce, Plutarque et Justin, proviendrait de Clitarque d'Alexandrie, sachant que le thème de la ressemblance vestimentaire entre Alexandre et Héphaistion est commun à Alexandrie à la fin du IVe siècle av. J.-C. Arrien considère cet épisode comme une invention.
Au moment de la bataille de Gaugamèles, Sisygambis refuse de se rallier à Darius III. Selon Diodore de Sicile : « Sisygambis mère de Darius ne se prêta point à l'invitation que lui faisaient les compagnes de sa captivité, de profiter de cette occasion, soit qu'elle se défiât de la sûreté d'une pareille conjoncture, ou qu'elle voulût marquer à Alexandre la reconnaissance qu'elle conservait du traitement généreux qu'elle avait reçu de sa part ». Apprenant la mort de Darius en 330, Sisygambis aurait, selon Quinte-Curce, déclaré : « Je n'ai qu'un seul fils [Alexandre] et il est le roi de toute la Perse ». Alexandre semble lui marquer une affection filiale ; il lui aurait dit : « Souvent tu as voulu m'honorer en te prosternant à mes pieds, je m'y suis opposé ; et ce nom chéri de mère, que je dois à Olympias, je te le donne ». Alexandre envoie à Sisygambis le corps de Darius III afin de lui offrir des funérailles dignes de son rang.
Lors des noces de Suse en 324, elle apporte sa bénédiction au mariage de sa petite-fille Stateira avec Alexandre. À la mort du conquérant en 323, Sysigambis se serait laissée mourir de chagrin.